# It's Only Love (The Beatles)
It's Only Love è un brano dei The Beatles apparso sull'album Help!.

## Descrizione
È stato scritto soprattutto da John Lennon, il quale criticò moltissimo il brano, soprattutto per il testo; ha anche detto che, assieme a Run for Your Life, è il brano dei Beatles che odia di più. Anche Paul McCartney ha partecipato alla composizione, ma ha detto che non badavano moltissimo ai testi, "non essendo le canzoni letteratura". Sia la melodia che l'armonia sono state apprezzate da Ian MacDonald. La struttura musicale del brano è una strofa ed un ritornello; questo schema viene ripetuto per due volte. Il brano presenta una breve introduzione, con gli accordi do maggiore e la minore. Il ritornello è formato da la minore, sol maggiore e si bemolle maggiore, mentre la strofa con sol maggiore, mi minore, si bemolle maggiore, fa maggiore e sol quinta aumentata.
Venne registrata il 15 giugno 1965 su sei nastri; quattro di essi erano completi, e sull'ultimo vennero sovraincise altre chitarre. Infatti il brano presenta cinque chitarre, più il basso elettrico di McCartney: una chitarra acustica a sei corde, un'altra acustica a dodici, registrata con un altoparlante Leslie, due elettriche a sei corde ed un'elettrica a 12, con un effetto tremolo. Il secondo nastro, disponibile sull'Anthology 2, ed il terzo, presentano un accompagnamento di batteria molto simile a quello che apparirà su In My Life, un brano di Lennon presente su Rubber Soul. Il titolo di lavorazione fu That's a Nice Hat. Il missaggio, sia monofonico che stereofonico, avvenne il 18 giugno 1965, ed avvenne sul sesto nastro. Sia per la registrazione che per il mixaggio il produttore fu George Martin ed i fonici Norman Smith e Phil McDonald.

## Formazione
- John Lennon: voce raddoppiata, chitarra ritmica acustica, chitarra elettrica
- Paul McCartney: basso elettrico
- George Harrison: chitarra elettrica a 12 corde, chitarra solista
- Ringo Starr: batteria, tamburello[1]